# Tomáš Hacaperka
Tomáš Hacaperka (* 23. srpna 2001) je někdejší český lední hokejista hrající na postu obránce a poté rozhodčí v tomto sportu.
Hokej hrál za žákovské výběry plzeňské Škodovky. Studoval na Fakultě biomedicínského inženýrství Českého vysokého učení technického v Praze a nabyté znalosti předával během studia spolu s Nelly Grubnerovou žákům prvního stupně základní školy v Tuchoměřicích. V květnu 2024 zakončoval univerzitní bakalářská studia v obou „Zdravotnické záchranářství“ státní závěrečnou zkouškou a předložením práce nazvané „Porovnání letecké záchranné služby v České republice a Spolkové republice Německo“.